# Eremo di San Venanzio

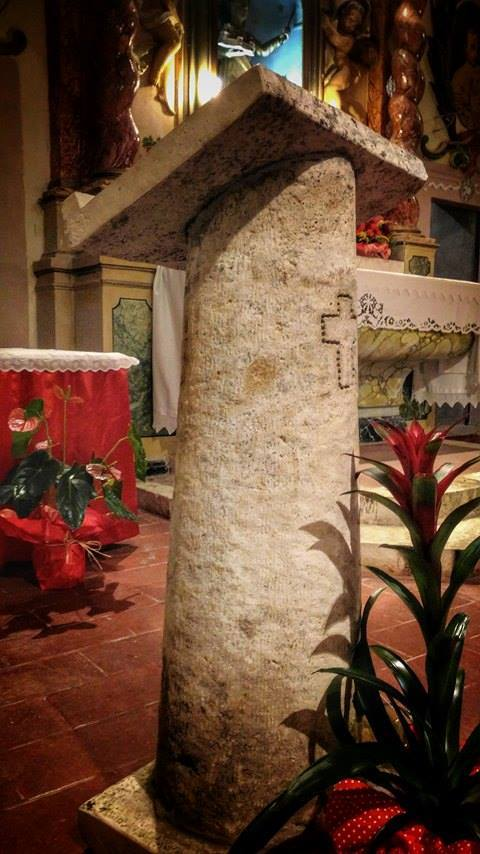
Leggio Eremo di san Venanzio, opera di Diego Mostacci

L'eremo di San Venanzio è un edificio religioso che si trova lungo il fiume Aterno, a 501 m s.l.m. nel comune di Raiano, all'interno della riserva naturale guidata Gole di San Venanzio.

## Storia
La chiesa è dedicata a san Venanzio di Camerino, martire adolescente vissuto verso la metà del III secolo. Dopo essersi convertito al cristianesimo, si ritirò in questo luogo con il maestro Porfirio. Nel 250 venne arrestato e martirizzato nella città di Camerino.
Agli inizi del XX secolo nell'eremo si recò anche Benedetto Croce, che lasciò alcuni appunti sulla sua visita.

## Architettura

### Esterno

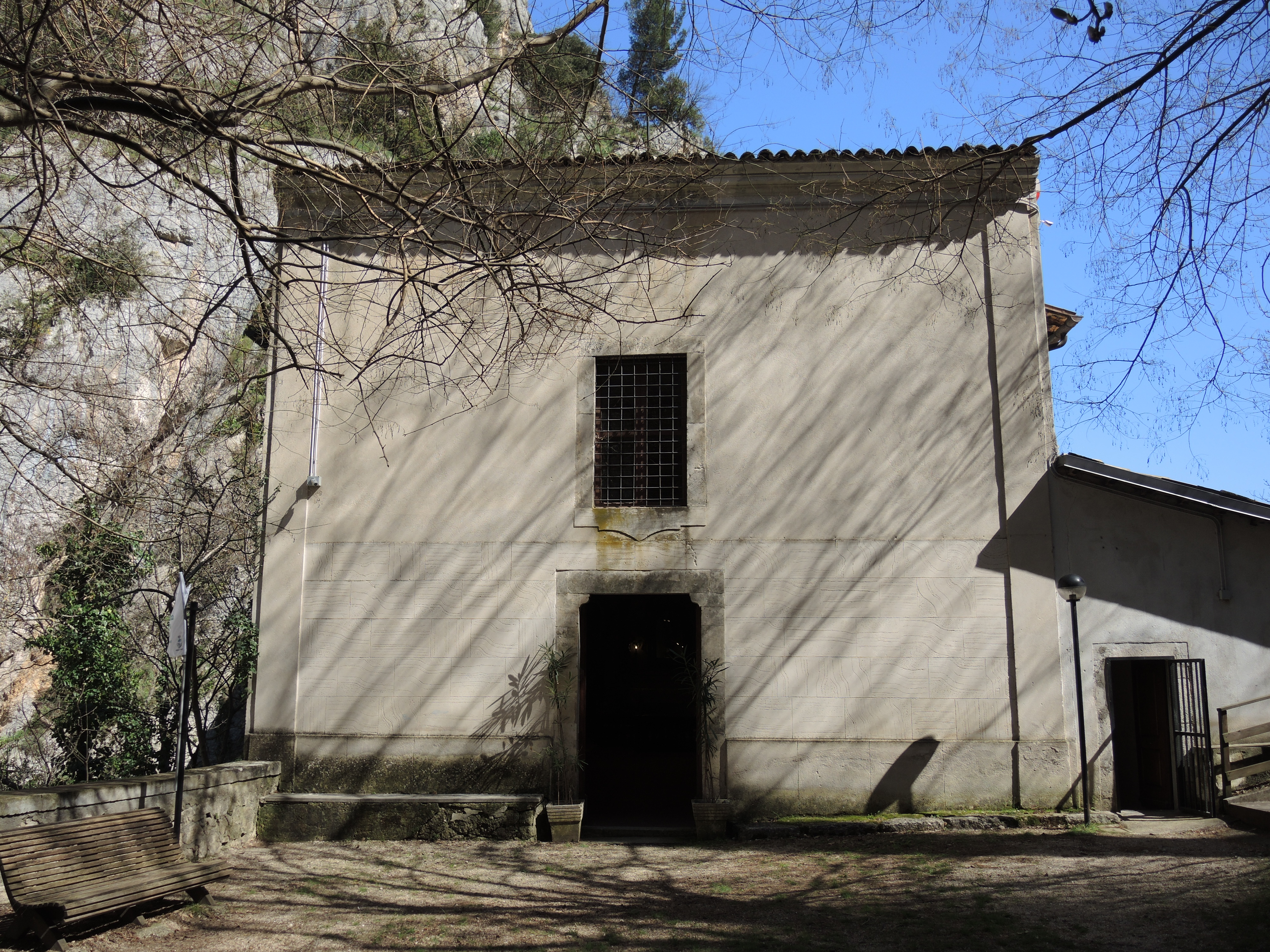
Esterno dell'eremo di San Venanzio

L'eremo è costituito da una chiesa, risalente al XV-XVI secolo e ristrutturata alla fine del XVII secolo, dalla quale si accede alla loggia realizzata a cavallo del fiume ed al di sotto della quale si trova l'eremo vero e proprio abitato dal santo.
Sulla parete opposta a quella dell'eremo al di sopra del fiume si trova una piccola terrazza, chiamata la "crocetta", dove il santo si recava per pregare.

### Interno
L'edificio della chiesa è a pianta rettangolare coperta con volta a botte. La parete di fondo divide dalla sagrestia, dove si trovano resti di affreschi cinquecenteschi rappresentanti gli evangelisti, restaurati nel 2006.
Davanti all'altare si trova la scala santa, scavata direttamente nella roccia, che porta alla grotta abitata dal santo.
L'altare centrale e il leggio, realizzati in pietra, sono opere dello scultore raianese Diego Mostacci.
Due altari laterali ospitano le statue di san Giovanni Battista e di san Pietro Celestino
Le decorazioni della chiesa sono dovute ai pittori Savino Del Boccio e Antonio Vaccaro, che le eseguirono alla fine della seconda guerra mondiale in segno di ringraziamento, come testimoniato da una scritta commemorativa.
Sul lato orientale si trova un corridoio sul quale si aprono delle celle abitate un tempo dagli eremiti.
Alla fine del corridoio, di fianco alla sagrestia, si passa alla loggia sospesa sul fiume, costruita nel XVI secolo per permettere ai fedeli di raggiungere la grotta del santo con un percorso più agevole.

Scendendo le scale si raggiunge dapprima la cappella delle Sette Marie. Qui si trova un compianto in terracotta, risalente al 1510, costituito da un gruppo di cinque angeli sospeso dal soffitto e diciassette figure in terracotta, tra le quali una figura del Cristo posto in un sudario e circondato da figure maschili e femminili.

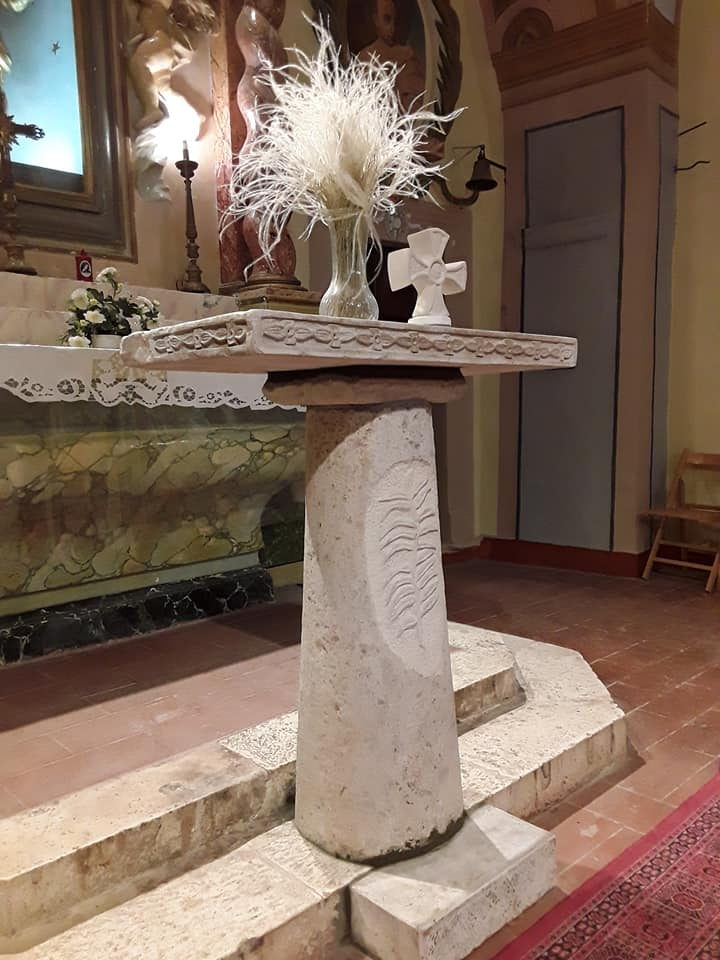
Altare centrale Eremo di san Venanzio, opera di Diego Mostacci

Scendendo si accede agli spazi abitati dal santo. Qui si nota un'area scavata nella roccia, dove si ritiene che il santo dormisse, e di fronte il sedile di santa Rina, sul quale si trovano tracce di affreschi: la tradizione ritiene che adagiandosi su questi due posti i pellegrini abbiano benefici per dolori reumatici ed ai reni.